# Tendon
Tendon (天丼) é um prato japonês, constituído por arroz coberto por tempura (frutos do mar e/ou hortaliças fritos em polme fino) temperado com tare (molho próprio). É classificado como uma variedade dos pratos japoneses chamados donburimono (ou simplesmente donburi ou don). É chamado de tenjyū quando se utiliza o jūbako (caixa japonesa própria para servir comida) no lugar de donburi para servir.

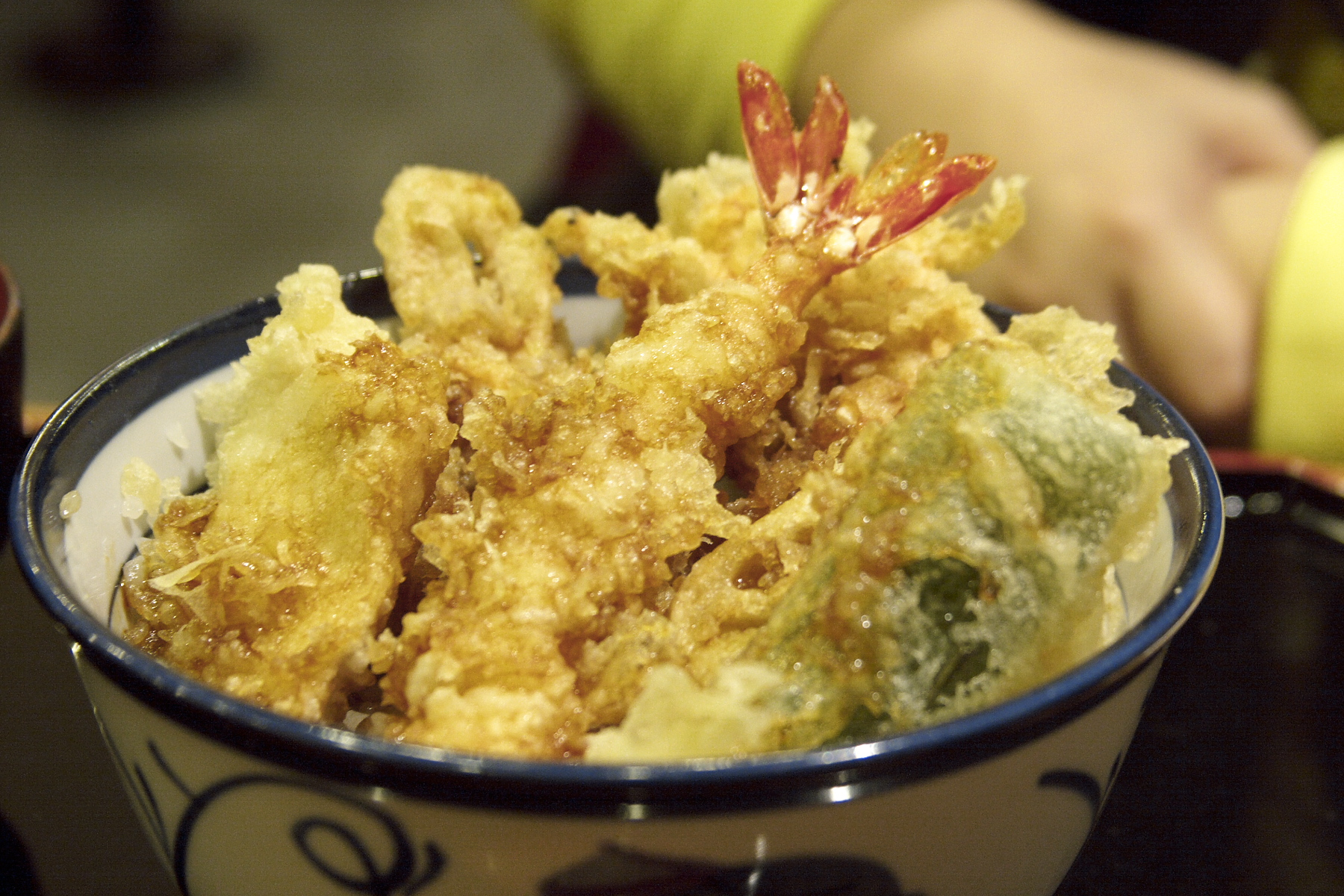
Tendon

Os tempuras utilizados podem ser de um tipo só ou uma mistura de hortaliças e/ou frutos do mar. O molho utilizado é normalmente composto por dashi, shoyu, mirin e açúcar, apresentando um sabor salgado e adocicado ao mesmo tempo.
Não se sabe ao certo a origem deste prato. Acredita-se que ele surgiu em yatai (barraca móvel) popular que vendia tempura. O restaurante Hashizen, que encerrou as atividades em 2002, era considerado o mais antigo restaurante de tempura em atividade e um dos pioneiros em tendon.